# La Dernière Ronde
La Dernière Ronde (The Last Round-Up) est un western américain réalisé par Henry Hathaway, sorti en 1934.

## Synopsis
Un gang de hors la lois s'en prend à une ville minière pour s'emparer de l'or qui s'y trouve...

## Fiche technique
- Titre original : The Last Round-Up
- Titre français : La Dernière Ronde
- Réalisation : Henry Hathaway
- Scénario : Jack Cunningham, d'après le roman The Border Legion de Zane Grey[2]
- Direction artistique : Hans Dreier, Earl Hedrick
- Photographie : Archie Stout
- Son : Earl Sitar
- Musique : Herman Hand
- Production : Harold Hurley
- Société de production : Paramount Productions, Inc.
- Société de distribution : Paramount Productions, Inc.
- Pays de production :  États-Unis
- Langue : anglais
- Format : Noir et blanc - 35 mm - 1,37:1 - Son Mono (Western Electric Noiseless Recording)
- Genre : Western
- Durée : 60 minutes
- Date de sortie :
  - États-Unis : 26 janvier 1934

## Distribution
- Randolph Scott : Jim Cleve
- Barbara Fritchie : Joan Randall
- Monte Blue : Jack Kells
- Fuzzy Knight : Charles "Bunko" McGee
- Fred Kohler : Sam Gulden
- Richard Carle : Juge Savin
- Barton MacLane : Charley Benson
- Charles B. Middleton : Shérif Andrew Jenkins
- Frank Rice : Shrimp